# Midtown Madness 2
Midtown Madness 2 – gra komputerowa wyścigowa, wydana w 2000 roku przez amerykańskiego wydawcę gier Angel Studios. Sequel gry komputerowej Midtown Madness. Sequelem do Midtown Madness 2 jest Midtown Madness 3.

## Rozgrywka
W grze do wyboru są dwa miasta, stworzone na wzór realnych: San Francisco i Londynu.
Miasta zostały dokładnie odwzorowane. Dodano do nich dokładnie odtworzone znane budowle
i miejsca, jak most Golden Gate, Lombard Street, Union Square, słynne tramwaje linowe i Chinatown w San Francisco oraz Buckingham Palace i metro w Londynie. San Francisco charakteryzuje się wysokimi wzniesieniami i długimi, prostymi ulicami oraz autostradą, a Londyn został przedstawiony jako typowe, europejskie miasto z wąskimi, krętymi uliczkami, kamienicami, zaparkowanymi wzdłuż ulic samochodami oraz wieloma zabytkowymi budowlami.
W miastach panuje realistyczny ruch samochodowy, a po chodnikach chodzą ludzie.
Gra umożliwia także rozgrywkę poprzez Internet z innymi graczami oraz dodanie innych samochodów i miast.
Do wyboru gracz ma 5 rodzajów wyścigów:
- Blitz Race – polega na dotarciu do celu w określonym czasie
- Checkpoint – gracz ma zaliczyć określoną liczbę punktów kontrolnych – checkpointów – ścigając się przy tym z rywalami
- Circuit – gracz pokonuje określoną liczbę okrążeń, zaliczając kolejne punkty kontrolne, ścigając się pozostałymi samochodami biorącymi udział w wyścigu
- Cruise – gracz może bez ograniczeń czasowych jeździć po mieście, gracz może ustawić pogodę, porę dnia, a także natężenie ruchu ulicznego i "częstotliwość" występowania policji
- Crash Course
  - London Cabbie – szkolenie na taksówkarza, do wykonania gracz ma kilkanaście różnorodnych misji, np. dojechać do celu przekraczając 40 km/h, śledzić dany samochód, przejechać trasę bez żadnych uszkodzeń
  - San Francisco Stunt Racer – gracz przechodzi kurs na kaskadera, wykonuje kilkanaście misji np. niszczy dany samochód, ucieka przed policją, przejeżdża trasę slalomem
- Cops n' Robbers – Tryb dostępny tylko w grze wieloosobowej, polega na zdobyciu złota i dowiezieniu do kryjówki (jako złodziej), lub do banku (jako gliniarz)

Co każdy wyścig jest wyższy poziom trudności.

## Samochody
W grze jest dostępnych 20 aut (z czego 10 nowych w porównaniu do pierwszej części gry), z czego 12 dostępnych od początku, natomiast 8 trzeba odblokować przejeżdżając określoną liczbę wyścigów.
Samochody w MM2 są realnym odwzorowaniem prawdziwych modeli, a są to:
- Mini Cooper Classic (małe zwinne i bardzo wolne autko, znane wszystkim z Jasia Fasoli)
- Volkswagen New Beetle (nowy garbus)
- London Cab (stare angielskie taksówki)
- Cadillac Eldorado (ekskluzywna limuzyna)
- Ford F-350 (wytrzymały i w miarę szybki farmerski samochód)
- Ford Mustang GT (szybki i zręczny samochód, jednak bardzo "ślizga się" na zakrętach)
- Ford Mustang Cruiser (policyjny Mustang)
- Ford Mustang Fastback (bardzo szybki i zwrotny samochód)
- Panoz Roadster AIV/Panoz Roadster (jeden z najszybszych samochodów w grze, podatny na zniszczenia)
- City Bus (autobus, bardzo wolny i oporny, raczej do zwiedzania)
- Double Decker Bus (słynny czerwony piętrowy brytyjski autobus)
- Freightliner Century (ciężarówka, w miarę szybka, nadaje się do taranowania innych samochodów)
- New Mini Cooper (nowa wersja Coopera)
- VW New Beetle Dune (wersja terenowa – wyższe i lepsze zawieszenie New Beetla)
- VW New Beetle RSI (stuningowany New Beetle, dużo szybszy niż zwykły)
- Light Tactical Vehicle (terenowy pojazd wojskowy)
- Audi TT (bardzo szybki i zwrotny)
- Aston Martin DB7 (jeden z najlepszych samochodów w grze, duża moc)
- Panoz GTR-1 (superszybki bolid, zbyt niski gdyż wadzi o krawężniki)
- American La France Fire Truck (samochód strażacki)